# Hanna Sola
Hanna Leonidovna Sola (Wit-Russisch: Ганна Леанідаўна Сола) (Sjoemilina (Oblast Vitebsk), 16 februari 1996) is een Wit-Russische biatlete.

## Carrière
Bij haar wereldbekerdebuut, in december 2015 in Östersund, scoorde Sola direct wereldbekerpunten. Op de wereldkampioenschappen biatlon 2016 in Oslo eindigde de Wit-Russin als 77e op de 7,5 kilometer sprint. 
In Östersund nam ze deel aan de wereldkampioenschappen biatlon 2019. Op dit toernooi eindigde ze samen met Jelena Kroetsjinkina, Anton Smolski en Sergej Botsjarnikov als dertiende op de gemengde estafette, op de single-mixed-relay eindigde ze samen met Vladimir Tsjepelin op de zestiende plaats. In januari 2020 behaalde Sola haar eerste toptienklassering in een wereldbekerwedstrijd. Op de wereldkampioenschappen biatlon 2020 in Antholz eindigde de Wit-Russische als vijftigste op de 15 kilometer individueel en als 84e op de 7,5 kilometer sprint. Samen met Iryna Krjoeko, Dzinara Alimbekava en Jelena Kroetsjinkina eindigde ze als dertiende op de estafette, op de single-mixed-relay eindigde ze samen met Mikita Labastau op de vijftiende plaats. In Pokljuka nam de ze deel aan de wereldkampioenschappen biatlon 2021. Op dit toernooi veroverde ze de bronzen medaille op de sprint, tevens haar eerste podiumplaats in een wereldbekerwedstrijd. Daarnaast eindigde ze als 26e op de 10 kilometer achtervolging, als dertigste op de  12,5 kilometer massastart en als zeventigste op de 15 kilometer individueel. Samen met Iryna Krjoeko, Dzinara Alimbekava en Jelena Kroetsjinkina eindigde ze als vierde op de estafette. Op 10 december 2021 boekte Sola in Hochfilzen haar eerste wereldbekerzege.

## Resultaten

### Wereldkampioenschappen
| Jaar | Plaats    | Onderdeel   | Onderdeel | Onderdeel     | Onderdeel  | Onderdeel | Onderdeel          | Onderdeel          | Onderdeel |
| Jaar | Plaats    | Individueel | Sprint    | Achtervolging | Massastart | Estafette | Gemengde estafette | Single mixed relay |           |
| ---- | --------- | ----------- | --------- | ------------- | ---------- | --------- | ------------------ | ------------------ | --------- |
| 2016 | Oslo      | –           | 77e       | –             | –          | –         | –                  |                    |           |
| 2019 | Östersund | –           | –         | –             | –          | –         | 13e                | 16e                |           |
| 2020 | Antholz   | 50e         | 84e       | –             | –          | 13e       | –                  | 15e                |           |
| 2021 | Pokljuka  | 70e         | Brons     | 26e           | 30e        | 4e        | –                  | –                  |           |

### Wereldbeker
Eindklasseringen
| Seizoen   | Algemeen | Individueel | Sprint | Achtervolging | Massastart |
| --------- | -------- | ----------- | ------ | ------------- | ---------- |
| 2015/2016 | 95e      | –           | 89e    | –             | –          |
| 2018/2019 | 91e      | –           | 84e    | 85e           | –          |
| 2019/2020 | 59e      | –           | 45e    | 71e           | –          |
| 2020/2021 | 23e      | 57e         | 17e    | 16e           | 28e        |

Wereldbekerzeges
| Nr. | Datum            | Plaats     | Onderdeel     |
| --- | ---------------- | ---------- | ------------- |
| 1.  | 10 december 2021 | Hochfilzen | 7,5 km sprint |